# إيلين موراي
إيلين موراي (بالإنجليزية: Eileen Murray)‏ هي مصرفية أمريكية، ولدت في 1958 في نيويورك في الولايات المتحدة.